# Myriopholis adleri
Myriopholis adleri là một loài rắn trong họ Leptotyphlopidae. Loài này được Hahn & Wallach miêu tả khoa học đầu tiên năm 1998.